# AQUAPAZZA
《AQUAPAZZA -AQUAPLUS夢幻對決-》是由EXAMU在街机平台上开发，AQUAPLUS发行的2D对战类格斗游戏。
AQUAPLUS的首部街机游戏，游戏中的角色均来自AQUAPLUS出品的游戏，其中甚至包括于更名为AQUAPLUS后出品的首部作品To Heart中登场的Multi。玩家可以操控这些出自同一个公司的游戏角色进行对战。
游戏基板为TAITO公司的Taito Type X2，游戏会通过该公司的网络发布系统「NESiCAxLive」将游戏下载至机台。
于2011年12月1日升级游戏版本至“Version1.5A”，后又于2012年4月4日升级至“Version2.0”。这两次升级均增加了新的角色，并对一部分旧版本的内容做出了调整。而要在游戏中使用新角色则需要先到手机版的官方网站「(AQUAPAZZA MOBILE)」购买解锁。
于2011年12月29日公开了决定移植至家用机平台的消息，之后发表了预定于2012年6月28日开始销售PlayStation 3平台的移植版本的消息，虽然后来又以制作上的某些原因为由而将销售日期延期至同年的7月26日，但最后又因网络联机方面的一些问题将销售日期延后至同年的8月30日。
2012年11月22日，由AQUAPLUS官方免費發布PlayStation 3版《AQUAPAZZA》版本升級檔，主要內容為追加Training Mode下的設定項目，以及加強網路對戰的運行效率及設定項目。

## 系统
通过八方向的摇杆加上四个按键来操控游戏中的角色。其中，摇杆控制角色的移动、下蹲、跳跃和防御，A、B、C三键为攻击按键，D键负责控制支援角色的行动。
※下文中的中文译名并非正式译名，仅供参考。

### 操作模式
正常模式（Normal Mode）
基本的操作模式。A按键对应轻攻击，B按键对应中攻击，C按键对应重攻击。
简单模式（Simple Mode）
减少了攻击按键的种类并简化了必杀技的输入方式，以简单的操作来进行游戏的操作模式。A、B按键对应通常技，C按键对应必杀技。不过也因为输入简化的关系，无法使用正常模式中的一部分系统功能。

### 能量槽
对战画面下方的条状槽。游戏中以攻击和防御动作来积蓄能量，正常模式最多可以积蓄5条能量，简单模式最多可以积蓄3条。通过消耗积蓄的能量来发动「超必殺技」、「Splash Arts」、「反抗打击」、「援护攻击」和「援护防御」。
超必殺技
发动超必杀技需要消耗一条能量槽，它比普通的必杀技更强力。按照出招表用摇杆输入既定的一系列方向后同时按下按键A和B后即可发动超必杀技。
简单模式中不需要用摇杆输入一系列的方向，只需要同时按下按键A和B，或仅需要将摇杆推向特定方向并同时按下A和B后就能发动对应的超必杀技。但是，有部分角色无法在简单模式中发动那些只有在正常模式中可用的、特定的超必殺技。
Splash Arts
在对战画面上方的体力槽中的剩余体力少于一半的状态下，可以通过消耗三条能量槽来发动Splash Arts，其威力比超必杀技更高。具体发动方法为：在体力槽周围闪烁时，按照出招表用摇杆输入既定的一系列方向后同时按下按键B和C。
简单模式中不需要用摇杆输入一系列的方向，只需要同时按下按键B和C，或仅需要将摇杆推向特定方向并同时按下B和C后就能发动对应的Splash Arts技。但是，有部分角色无法在简单模式中发动那些只有在正常模式中可用的、特定的Splash Arts技。

### 基本操作
投技/拆挡投技（投げ/投げ抜け）
正常模式中，在与对手相临时或在对方施展投技的瞬间，将摇杆推向左或右并同时按下C按键。
简单模式中，在与对手相临时或在对方施展投技的瞬间，将摇杆推向左或右并同时按下B按键。
猛力打击（Heavy Smash）
同时按下按键B和C后发动。轰出强力的一击，击飞命中的对手。
无法在简单模式中使用。
反抗打击（Resist Smash）
在防御状态中同时按下按键B和C后发动。消费一条能量槽并迅速地反击对手。
无法在简单模式中使用。
优势防御（Impact Guard）
特殊的防御方式，在对手的攻击命中前的瞬间输入防御指令来发动。成功发动的话会出现特殊的光影效果，同时该次防御附加不会被必杀技等攻击蹭去体力、避免防御姿态崩溃（Guard Crash。即一般格斗术语中的崩防、破防）和提升好感度（后述）等能使角色产生优势的效果。
快速起身（Fast Standing）
从被对手打飞后到角色着地的瞬间之前，可以通过长时间地向上推摇杆来快速起身，无须像一般情况下的倒地起身那样花费大量时间。
通常技取消链（Combination Smash）
只能在正常模式中使用。在特定的时机，按照A・B・C（轻、中、重）的顺序按下按键发动的连续技。
简单模式的通常技取消链（Simple Combination）
只能在简单模式中使用。通过连续按下A键来发动的连续技。

### 队友援护
通过D按键来使用队友援护。队友援护分为两种（「辅助」型的支援角色只有一种），一种是直接按下D按键发动，另一种是将摇杆推向左或右的同时按下D按键。队友援护使用后需要经过一段时间之后才能再次使用，该段时间的长短会因状况不同而有所变化。
支援角色以在不执行援护时的状态分为三类：除了发动援护以外都不会在对战画面现身的「特殊」型；会跟随战斗角色移动的「跟随（追従）」型；以及在对战画面中等待援护的发动的「待机」型。也可以根据援护行动不同分为四类：使用飞行道具援护的「射击」型；通过突进并作出攻击来进行援护的「打击」型；兼备飞行道具和突进攻击的「万能」型；以及强化己方或削弱对手的「辅助」型。
援护攻击（Active Assist）
战斗角色在攻击时发动的队友援护，需要消耗一条能量槽。
援护防御（Passive Assist）
战斗角色在防御时发动的队友援护，需要消耗一条能量槽。

### 好感度系统
对战中的战斗角色有「好感度」这一设定。好感度会根据玩家操作的不同而有所变化，变化的结果会在体力槽旁的角色头像及头像周围的圆环上显示出来（好感度最高时呈现出红色，最低时则是蓝色）。持续做出攻击和前进等积极的行动能提升好感，会出现增加角色的攻击力和防御力、提升超必杀技的性能等正面效果。而持续做出防御和后退等消极的行动则会使好感下降，会附加降低角色的攻击力和防御力、防御姿态更容易崩溃等负面效果。

## 练习模式
游戏开始前同时按住A+B+C+D后再按Start开始游戏，之后进入练习模式。在对战画面中按下Start键后会打开功能菜单，以此来改变练习模式的各种设置。

## 登场角色
各角色的详细介绍请参照各作品的条目的内文。
※声后记载的名字是为该角色配音的声优。

### 战斗角色
出自《传颂之物 致逝去者的摇篮曲》
哈克奥罗
声：小山力也
新兴国家“图斯库尔”的统帅。是一个被绝对无法取下的面具等众多迷团包围着的人物。
以铁扇作为武器，长于白刃战。在特定的攻击技中会有艾露露、阿露露和穆克鲁登场。
卡露拉
声：田中敦子
拥有优秀战斗能力的奇里亚奇那族的女性剑奴。
以大刀作为武器。使用的招式大多都大开大阖，不过相应地，威力也是相当不错。
东霞
声：三宅華也
心气高洁、擅武又重义的艾文库鲁加族的女性武人。
爱用的武器是日本刀。擅长使用居合这种攻击范围较大的武技。
胧
声 - 桐井大介
Version2.0版的新增角色。
狩猎民族的年青族长，曾是盗贼。哈克奥罗的左右手。
出自《Tears to Tiara 花冠之大地》
阿隆
声：大川透
经历了数千年的长眠后复活的黑衣魔王。
除了使用长剑「艾多拉姆」进行基本的挥砍以外，还能使出带有特殊效果的狡诈魔法。
莫尔嘉
声：中原麻衣
位列盖尔族最强战士次席的猎人。莉安珑的发小。
主要武器为长弓和箭矢，在白刃战时则会改用徒手格斗术或匕首来战斗。擅长于活用其自身灵活移动的战术。
莉安珑
声：後藤邑子
继承了被认为是已经失传的古代王国的血脉的，拥有预言能力的巫女。
使用长杖作为武器。能自如地使用长距离的攻击和具有特殊性质的多种多样的魔法技。
出自《To Heart 2》
向坂 環
声：伊藤静
有如众人的姐姐一般的，兼顾文武之道的才女。木实的童年玩伴。
擅长使用摔角中威力不俗且缤纷多彩的投技。
柚原 木实
声：長谷優里奈
喜欢占卜和贪嘴的爱管闲事少女。环的童年玩伴。
拥有能轻易干扰对手行动的高速行动，不仅会打击类格斗技，也能将书包作为武器来攻击对手。
小牧 愛佳
声：力丸乃梨子
努力家兼偶尔会冒失一下的副班长。
除了使用书籍作为武器以外，还有着许多动作奇特的攻击技（像是推倒书架之类的攻击）。
出自《To Heart 2 Dungeon Travelers》
久寿川莎莎拉
声：小野凉子
Version1.5A版的新增角色。
麻利安前辈的继任者，新一期的学生会会长。因为某件事情而迷失在了RPG的世界中。
莎莎拉使用的武器是枪和盾。她不仅能够使用攻防一体的招式，还掌握了能够强化自身能力的技能。
出自《痕》
柏木千鹤（かしわぎ ちづる）
声 - 柚木涼香
Version2.0版的新增角色。
柏木家四姐妹中的长女，同时也是柏木家的一家之长。性格温和，讨人喜欢。
出自《To Heart》
Multi
声：堀江由衣
正式名称为HMX-12型。来栖川重工开发的试作型家用机器人女仆。
以拖把作为自己的武器。使用拖把施展的攻击中包含了一些能产生特殊效果的、很有“特色”的攻击技。

### 支援角色
出自《Routes》
汤浅 皐月（ゆあさ さつき）
声：釘宮理惠
拥有爱枪，寻找着某物的女高中生。
援护模式为“跟随”、“射击”。攻击方式为用手枪的单发射击和手枪的连续射击。
出自《Comic Party》
高瀬 瑞希
声：茶山莉子
身边围绕着许多次文化爱好者的大学生。
援护模式为“待机”、“打击”。攻击方式为不断地逼近并打击对手。
猪名川由宇
声：茂吕田薰
Version1.5A版的新增角色。
在关西地区享有盛名，准备向东京发展的优秀同人漫画家。
援护模式为“跟随”、“打击”。使用吐槽用的纸折扇和绘制漫画的G笔来攻击对手。
出自《Tears to Tiara 花冠之大地》
拉斯提
声：植田佳奈
擅长锻冶的矿山妖精。
援护模式为“跟随”、“打击”。使用作为武器大型的战锤进行强力的攻击。
奥塔维亚
声：田中理恵
帝国出身的剑士。莫尔嘉的好友。
援护模式为“跟随”、“万能”。攻击方式为引发冲击波和突进斩击。
苏伊露
声 - 名冢佳织
Version2.0版的新增角色。
有着「水边的妖精」这一别名的海豹妖精。
援护类型为“跟随”、“万能”。
出自《传颂之物 致逝去者的摇篮曲》
乌露托利
声：大原沙耶香
宗教国家·欧卡米亚凯国的长公主，卡缪的姐姐。
援护类型为“待机”、“射击”。攻击方式为在对手所在的位置引发落雷和呼唤来能推远对手的风。
卡谬
声：釘宮理恵
宗教国家·欧卡米亚凯国的二公主，乌露托利的妹妹。
援护类型为“待机”、“射击”。攻击方式为向斜下方发出的火球和在对手上方升起黑色的雾。
出自《To Heart 2》
十波 由真
声：生天目仁美
活泼且好胜的少女。爱佳的朋友。
援护类型为“待机”、“打击”。攻击方式为从屏幕外骑着冲进对战场地攻击对手。
麻利安前辈（まーりゃん）
于2011年7月22日解锁的支援角色。
见BOSS
出自《WHITE ALBUM》
森川 由綺
声：平野綾
朝气蓬勃的新人偶像歌手。理奈的后辈。
援护类型为“特殊”、“辅助”。援护时不仅可以强化己方角色的攻击，而且对方无法使用援护。
緒方 理奈
声：水樹奈奈
实力派的人气偶像。由绮的前辈。
援护类型为“特殊”、“辅助”。援护时不仅可以强化己方角色的攻击，而且对方无法使用援护。
出自《To Heart》
来栖川芹香（くるすがわ せりか）
声 - 岩男润子
Version2.0版的新增角色。
来栖川集团的大小姐。虽然大多数时候都沉默寡言且面无表情，但其实是个超自然现象的狂热爱好者。
援护类型为“待机”、“万能”。

### BOSS
出自《To Heart 2》
麻利安前辈（まーりゃん）
声：小暮英麻
虽已毕业，但仍旧频繁地在学校现身，到处捣乱的前学生会长。
在某时某地，借助某本禁咒之书中的记载制作媚药时，她制作出了可以随心所欲地操纵他人的“疯狂之水”——“AQUAPAZZA”。因“AQUAPAZZA”的影响，有好几个平行世界融合到了一起，而麻利安前辈开始计划起如何征服这个融合到一起了的世界。
虽然被归为BOSS，但实际上也是可使用的支援角色。她作为BOSS登场时，会依玩家的水准而召唤出特殊版的哈克奥罗、阿隆或向坂環中的一人作为自己的仆人。
援护类型为“跟随”、“万能”。攻击方式为发射火箭烟花和重复“跳起后快速向下飞踢”这一动作。

### 其他
出自《传颂之物 致逝去者的摇篮曲》
艾露露
声：柚木凉香
新兴国家“图斯库尔”的见习草药师。阿露露的姐姐。会在哈克奥罗的战斗前/战斗后的演示动画，以及特定的攻击技中登场。
阿露露
声：泽城美雪
艾露露的妹妹，同时也是卡谬的挚友。在哈克奥罗的战斗前/战斗后的演示动画，以及特定的攻击技中出场。
穆克鲁
声：下山吉光
与阿露露一同出战的白色老虎。会在哈克奥罗的战斗前/战斗后的演示动画，以及特定的攻击技中出现。
出自《To Heart 2》
小千
声：太田佳織
本名是吉冈千惠。木实的好友。在木实的战斗前/战斗后的演示动画中登场。
小满
声：笠原晶
本名是山田满。木实的好友。在木实的战斗前/战斗后的演示动画中出场。
源次丸
木实家的爱犬。在木实的战斗前/战斗后的演示动画，以及特定的攻击技中出现。
河野贵明
环和木实的青梅竹马。在环的结局动画中出场。
姬百合珊瑚
于过场的剧情动画中登场。知道小麻制作的“AQUAPAZZA”引起了异常情况，为了追究原因及解决这次事件而向玩家求助。
出自《To Heart》
Serio
正式名称为HMX-13型。试作型机器人女仆，Multi的姐妹机。在Multi的特定攻击技中与大量的量产型Multi一同登场。
长濑主任
本名是长濑源五郎。Multi的开发者。于Multi的结局动画之中出现。

## 脚注
1. ↑  虽然这些游戏皆由「Leaf」制作，但以AQUAPLUS名义出品的版本都不是成人游戏。
2. ↑  见《AQUAPAZZA》的官方网站。
3. ↑  请见《アクアパッツァ》アクアプラスから2D格闘ゲームが登場 - ファミ通.com （页面存档备份，存于）
4. ↑  （日語）. FAMITSU.com (C)ENTERBRAIN, INC.   [2012-04-07]. （原始内容存档于2012-07-20）.
5. ↑  （日語）详见『アクアパッツァ』がコンシューマー化決定！（决定将《AQUAPAZZA》家用机化！） - ファミ通.com （页面存档备份，存于）。
6. ↑  （日語）. FAMITSU.com (C)ENTERBRAIN, INC.   [2012-03-04]. （原始内容存档于2012-02-18）.
7. ↑  （日語）PlayStation®3専用ソフト『AQUAPAZZA』発売延期のお知らせとお詫び（关于PlayStation®3独占游戏《AQUAPAZZA》销售延期及致歉的通知，7月26日版） （页面存档备份，存于）。
8. ↑  （日語）PlayStation®3専用ソフト『AQUAPAZZA』発売日決定のお知らせ（关于PlayStation®3独占游戏《AQUAPAZZA》销售延期及致歉的通知，8月30日版） （页面存档备份，存于）
9. ↑  即：可以在轻攻击的出招硬直中按下中攻击来消除轻攻击的硬直并打出中攻击，形成连续技，而重攻击则可以取消轻攻击和中攻击的出招硬直。但轻攻击无法取消中攻击和重攻击的出招硬直，同理类推，中攻击无法取消重攻击的出招硬直。